# Marathon van Hamburg 2004
De marathon van Hamburg 2004 werd gelopen op zondag 18 april 2004. Het was de negentiende editie van de marathon van Hamburg. Bij de mannen kwam de Braziliaan Vanderlei de Lima als eerste over de streep in 2:09.39. De Keniaanse Emily Kimuria zegevierde bij de vrouwen in 2:28.57.
In totaal finishten 15.612 marathonlopers, waarvan 2707 vrouwen.

## Uitslagen

### Mannen
| rang   | naam               | land | tijd    |
| ------ | ------------------ | ---- | ------- |
| Goud   | Vanderlei de Lima  | BRA  | 2:09.39 |
| Zilver | Thomas Chemitei    | KEN  | 2:11.27 |
| Brons  | Fred Kiprop        | KEN  | 2:11.45 |
| 4      | Benjamin Rotich    | KEN  | 2:11.49 |
| 5      | Wilfred Kigen      | KEN  | 2:11.52 |
| 6      | Georgi Andrejev    | RUS  | 2:11.53 |
| 7      | Leonid Shvetsov    | RUS  | 2:12.28 |
| 8      | Azat Rakipau       | BLR  | 2:12.32 |
| 9      | David Kiptarus     | KEN  | 2:12.33 |
| 10     | Dmytro Baranovsky  | UKR  | 2:12.34 |
| 11     | Mikhail Iveruk     | UKR  | 2:13.25 |
| 12     | Aleksej Sokolov    | RUS  | 2:14.29 |
| 13     | Aleksey Veselov    | RUS  | 2:14.45 |
| 14     | Ahmed Jaber        | QAT  | 2:14.48 |
| 15     | Christopher Kandie | KEN  | 2:15.54 |
| 16     | Elias Rodrigues    | BRA  | 2:17.21 |
| 17     | Paul Kiptanui      | KEN  | 2:17.32 |
| 18     | Magnus Michelsson  | AUS  | 2:18.42 |
| 19     | George Mofokeng    | RSA  | 2:18.45 |
| 20     | John Kipngeno      | KEN  | 2:22.07 |
| 21     | Semretu Assefa     | ETH  | 2:22.17 |
| 23     | Ceslovas Kundrotas | LTU  | 2:24.59 |
| 24     | Dmitriy Maksimov   | RUS  | 2:27.08 |
| 25     | Wieslaw Perszke    | POL  | 2:27.48 |

### Vrouwen
| rang   | naam                 | land | tijd    |
| ------ | -------------------- | ---- | ------- |
| Goud   | Emily Kimuria        | KEN  | 2:28.57 |
| Zilver | Alice Chelangat      | KEN  | 2:28.58 |
| Brons  | Larisa Malikova      | RUS  | 2:32.17 |
| 4      | Stine Larsen         | NOR  | 2:32.53 |
| 5      | Liza Galvan          | NZL  | 2:36.27 |
| 6      | Manuela Zipse        | GER  | 2:36.51 |
| 7      | Marcia Narloch       | BRA  | 2:37.19 |
| 8      | Leila Aman           | ETH  | 2:38.01 |
| 9      | Maija Oravamäki      | FIN  | 2:42.33 |
| 10     | Lillian Chelimo      | KEN  | 2:45.30 |
| 11     | Zsuzsanna Vajda      | HUN  | 2:45.44 |
| 12     | Kate Seibold-Crosbie | AUS  | 2:47.41 |
| 13     | Elizabeth Mongudhi   | NAM  | 2:50.20 |
| 14     | Sylvia Renz          | GER  | 2:51.11 |
| 15     | Tiina Tross          | EST  | 2:54.36 |
| 17     | Birgit Schönherr     | GER  | 3:00.52 |

1986 · 1987 · 1988 · 1989 · 1990 · 1991 · 1992 · 1993 · 1994 · 1995 · 1996 · 1997 · 1998 · 1999 · 2000 · 2001 · 2002 · 2003 · 2004 · 2005 · 2006 · 2007 · 2008 · 2009 · 2010 · 2011 · 2012 · 2013 · 2014 · 2015 · 2016 · 2017